# دوري كرة القدم الغربي 1990–91
دوري كرة القدم الغربي 1990–91 (بالإنجليزية: 1990–91 Western Football League)‏ هو موسم من دوري كرة القدم الغربي ‏. فاز فيه Mangotsfield United F.C. ‏.